# Тетива (лук и стрела)
Тетива (енгл. Bowstring) је саставни део ратног или ловачког лука, који се састоји од кривог дела (лук у ужем смислу) и за његове крајеве привезане тетиве.

## Карактеристике
Тетиве су прављене од коже, опуте, волујске жиле, црева, биљних влакана, коњске длаке или свиле. Обично је једним крајем била чврсто везана за лук. Пошто је била осетљива на влагу, стрелци су носили резервне (у торби или под капом), а источњачки народи нису нападали за време дугих киша. Према затегнутости тетиве, лук је могао бити опружен, полузапет и запет.